# Leioproctus persooniae
Leioproctus persooniae är en biart som först beskrevs av Rayment 1950.  Leioproctus persooniae ingår i släktet Leioproctus och familjen korttungebin. Inga underarter finns listade i Catalogue of Life.